# Agnaldo Cordeiro Pereira
Agnaldo Cordeiro Pereira, meglio noto solo come Agnaldo (Paranacity, 25 gennaio 1975), è un ex calciatore brasiliano, di ruolo attaccante.

## Carriera
Inizia la propria carriera da centravanti nel 1992 nel Londrina in Série B per poi tentare l'avventura europea nel 1994 con la maglia dell'Anderlecht ma non convince i dirigenti belgi e così torna nuovamente al Londrina dopo una sola stagione in cui non mette mai piede in campo per gare ufficiali. Nel 1996 raggiunge la Série A con il Vitória di Salvador che dopo un anno, 21 presenze e 3 reti, lo cede in prestito al Corinthians dove segna solamente 2 gol in 11 presenze. Ritorna al Vitória dove va a segno quattro volte nell'arco di diciassette incontri. Nel 1999 passa al Grêmio.

## Palmarès

### Competizioni statali
- Campionato Paranaense: 1

Londrina: 1992
- Campionato Baiano: 1

Vitória: 1996
- Campionato Gaúcho: 1

Grêmio: 1999
- Campionato Carioca: 1

Fluminense: 2002
- Campionato Cearense: 1

Fortaleza: 2004

### Competizioni nazionali
- Campionato belga: 1

Anderlecht: 1994-1995

### Competizioni regionali
- Copa Sul-Minas: 1

Grêmio: 1991